# Mesabolivar rudilapsi
Mesabolivar rudilapsi là một loài nhện trong họ Pholcidae. Loài này được phát hiện ở Brasil.